# Arrondissement de Turin
L'arrondissement de Turin est une ancienne subdivision administrative française du département du Pô créée le 11 septembre 1802 dans le cadre de la nouvelle organisation administrative mise en place par Napoléon Ier en Italie et supprimé le 11 avril 1814, après la chute de l'Empire.

## Composition
L'arrondissement de Turin comprenait les cantons de Carignan, Carmagnole, Cafalborgone, Ceres, Cirié, Corio, Caselle Torinese, Gaffino, Lanzo Torinese, Moncalieri, Orbaflan, Royrino, Quiers, Riva di Quiets, Rivoli, Turin (Six cantons), Vénerie et Viù.